# جان كلود فورنير
جان كلود فورنير (بالفرنسية: Jean-Claude Fournier)‏ هو فنان قصص مصورة فرنسي، ولد في 21 مايو 1943 في باريس في فرنسا.